# Euplectrus comstockii
Euplectrus comstockii är en stekelart som beskrevs av Howard 1880. Euplectrus comstockii ingår i släktet Euplectrus och familjen finglanssteklar. Inga underarter finns listade i Catalogue of Life.